# Antrix Corporation
A Antrix Corporation Limited é o braço de marketing da ISRO para a promoção e comercialização de produtos do setor espacial, serviços de consultoria técnica e transferência de tecnologias desenvolvidas pela ISRO.

## História
A Antrix Corporation foi constituída como uma sociedade anônima detida pelo governo indiano, em setembro de 1992, tem o status 'Miniratna" pelo governo desde 2008.
A empresa alcançou um faturamento de Rs 13 bilhões em 2013-2014.

## Serviços
A Antrix fornece produtos e serviços espaciais para clientes internacionais em todo o mundo. Sua clientela inclui EADS Astrium, Intelsat, Avanti Group, WorldSpace, Inmarsat e outras instituições espaciais na Europa, Oriente Médio e Sudeste da Ásia.